# New Hope (Tennessee)
Pour les articles homonymes, voir New Hope.
New Hope est une municipalité américaine située dans le comté de Marion au Tennessee.
Selon le recensement de 2010, New Hope compte 1 082 habitants. La municipalité s'étend sur 10,4 milles carrés (26,94 km2), dont 0,06 mille carré (0,16 km2) d'étendues d'eau.
La localité était autrefois appelée Antioch. Au milieu des années 1970, menacés d'annexion par South Pittsburg, les habitants du bourg choisissent de créer une nouvelle municipalité et lui donnent le nom d'une église locale : New Hope.